# Rusutjärvi
Rusutjärvi är en sjö i Tusby kommun i Finland.   Den ligger i landskapet Nyland, i den södra delen av landet, 29 km norr om huvudstaden Helsingfors. Rusutjärvi ligger 45,7 meter över havet. I omgivningarna runt Rusutjärvi växer i huvudsak barrskog. Arean är 1,3 kvadratkilometer och strandlinjen är 5,43 kilometer lång. Sjön  ingår i Vanda å huvudavrinningsområde. 